# Crkva Svete Sofije u Napulju
Santa Sofia bila je crkva na Via Santa Sofia u gradu Napulju, Italija,  koja je sada dekonsekrirana.
Osnovao ju je oko 308. godine Konstantin, iako je današnja crkva sagrađena 1487. za smještaj zajednice koja je radila na pokapanju siromašnih. Popločana je majolikom 1754. godine, a pročelje ima dvoja vrata. Također je sadržavao slike Fabrizia Santafedea i Marca Pina, ali su one uklonjene nakon potresa 1980. godine.

## Vanjske poveznice
|  | Zajednički poslužitelj ima još gradiva o temi Crkva Svete Sofije u Napulju |